# Karin Keller-Sutter
Karin Keller-Sutter (Niederuzwil, 22. prosinca 1963.) je švicarska političarka, predsjednica Saveznog vijeća Švicarske za 2025. godinu i vijećnica Saveznog vijeća od 2019. godine. Ministrica je Saveznog ministarstva financija od 2023. godine.

## Životopis
Rođena je 1963. u katoličkoj obitelji u Niederuzwilu, kanton St. Gallen. Nakon školovanja u Willu i Neuchâtelu, studirala je na Sveučilištu u Zürichu i u Montréalu. Postigla je zvanje diplomirane prevoditeljice i tumačiteljice.
Nedugo nakon učlanjenja u Slobodnu demokratsku stranku (FDP), 1992. godine postaje zastupnica u općinskom vijeću u Willu. Nakon što je bila predstavnica u kantonalnoj skupštini i kantonalnom vijeću, 2010. godine neuspješno se kandidirala za Savezno vijeće. 2011. godine izabrana je u Vijeće država Švicarske kao predstvnica kantona St. Gallen. Vijećem je predsjedala od 2017. do 2018. 
Uslijed povlačenja Johanna Schneider-Ammanna, izabrana je 5. prosinca 2018. u Savezno vijeće iz redova Slobodne demokratske stranke – Liberala. Službu savezne vijećnice preuzela je 1. siječnja 2019.
U prosincu 2023. godine izabrana je za potpredsjednicu Saveznog vijeća za 2024. godinu, a prvim danom 2025. godine postala je predsjednicom Saveznog vijeća.